# معركة سمخ
معركة سمخ هي معركة وقعت في 25 سبتمبر عام 1918 خلال معركة شارون شكّلت سمخ، إلى جانب معركة نابلس، جزءًا من معركة مجدو التي دارت أحداثها بين 19 و25 سبتمبر عام 1918، أي خلال الأشهر الأخيرة من حملة سيناء وفلسطين العسكرية إبان الحرب العالمية الأولى. أثناء هجوم فرسان الخيالة في معركة شارون، استولى فيلق خيالة الصحراء، تحت قيادة الفريق هاري شوفيل، على مرج ابن عامر (ويُعرف أيضًا باسم سهل يزراعيل أو سهل مجدو) الواقع على مسافة تتراوح بين 64 و80 كيلومترًا خلف الخطوط الأمامية على جبال يهودا. حصل ذلك في 20 سبتمبر عندما استولى لواء الخيالة الخفيفة الثالث على جنين. نُشر لواء الخيالة الخفيفة الرابع وفرقة الخيالة الأسترالية لحراسة قوافل الإمدادات والأسرى، ثم أوكلت إليهما مهمة الهجوم على قرية سمخ، الواقعة على ساحل بحيرة طبريا، والاستيلاء عليها. أمر قائد مجموعة جيوش الصاعقة (يلدِرِم) الحامية العثمانية والألمانية المتمركزة في المنطقة بالدفاع عنها حتى آخر رمق.
كانت سمخ في منتصف خط مؤخرة الجيش الممتد من طبريا إلى درعا، مرورًا بالقرية، مشكّلة غطاءً لعملية انسحاب الجيوش العثمانية الثلاث. أُعدّت مؤخرة الجيش بهدف تأخير زحف خيالة القوة التجريدية المصرية، التابعة لفيلق خيالة الصحراء، عقب الانتصارات التي حققها جنود الإمبراطورية البريطانية في معركة طولكرم على جبال يهودا، ومعركة تبصر التي شكّلت بداية معركة شارون. اضطرت الجيوش العثمانية الرابعة والسابعة والثامنة إلى الانسحاب شمالًا نحو دمشق جراء المعارك السابقة، ومعارك أخرى وقعت إبان معركة نابلس، كمعركة شرق الأردن الثالثة مثلًا، والتي كانت جزءًا من معركة مجدو.
في 20 سبتمبر، أمر الجنرال الألماني أوتو ليمان فون ساندرز -قائد مجموعة جيوش الصاعقة- الحامية العثمانية والألمانية في سمخ بتجهيز دفاعات قوية في القرية لحماية مؤخرة الجيش. وبحلول فجر يوم 25 سبتمبر، كانت مؤخرة الجيش مُحصنة بقوة وجاهزة للهجوم الذي شنّته كتيبة وسريّتان، تابعة للواء الخيالة الخفيفة الرابع الأسترالي، على القرية. بدأت المعركة بهجوم سلاح فرسان الخيالة، واستمرّت ساعتين بعد قتال في أحياء القرية ومحطة السكة الحديدية. احتُلت البلدة بعد قتالٍ عنيف بالحراب والسيوف، من غرفة إلى أخرى ضمن مباني المحطة. ساهم هذا الانتصار في الاستيلاء على منتصف خط مؤخرة الجيش، وأدى إلى حسم معركة شارون إبان معركة مجدو، كما مهّد الطريق أمام زحف الخيالة نحو دمشق، والتي احتُلت في 1 أكتوبر. بحلول زمن توقيع هدنة مودروس بين الحلفاء والإمبراطورية العثمانية، كان القتال مستمرًا في الشمال بعد سقوط حلب بيد الحلفاء.

## خلفية
شنت القوة التجريدية المصرية، والمسؤولة عن حملة سيناء وفلسطين منذ مارس عام 1916، الهجوم الأول على مدينة عمان بين شهري مارس وأبريل عام 1918، ثم معركة شرق الأردن الثانية بين أبريل ومايو من العام ذاته. أمر الجنرال إدموند ألنبي، قائد القوة التجريدية المصرية، باحتلال غور الأردن عقب المعركتين السابقتين. طلب الجنرال أيضًا مدّ الخط الأمامي من جبل يهودا وصولًا إلى البحر المتوسط. نُشر أغلب الجنود البريطانيين، وجماعات الحرس الوطني من كتيبة الخيالة، على الجبهة الغربية بهدف التصدي لهجوم الربيع الذي شنّه الألمان تحت قيادة إريش لودندورف، ليحلّ جنود وخيالة جيش الهند البريطاني محلّها. أجرى الجنود القادمين حديثًا سلسلة من الهجمات على أجزاءٍ من خطوط الجبهة العثمانية خلال أشهر الصيف، وكانت الهجمات جزءًا من عمليات التدريب وإعادة التنظيم. كان الهدف من تلك الهجمات كسب مواقع أكثر فائدة، وذلك للتحضير من أجل هجومٍ أكبر، والسماح للجنود الجدد بالتأقلم مع الوضع. أصبحت القوات المتحدة جاهزة في منتصف سبتمبر، وعندها تمكنت من إجراء عمليات واسعة النطاق.
في 19 سبتمبر، استطاع الفيلق الحادي والعشرون، تحت قيادة قائد الفيلق إدوارد بولفن، اختراق الخطوط الأمامية للجيش العثماني خلال معركة شارون، باستخدام مدفعية السد الزاحف. في فترة الظهيرة، طُلب من الفيلق العشرين بدْء الهجوم، تحت قيادة قائد الفيلق فيليب تشيتوود، ومدعومًا بوابل من نيران المدفعية. استمرّت هجمات الفيلقين العشرين والحادي والعشرين حتى منتصف يوم 21 سبتمبر، عندها نجح هجوم جانبي نفذه الفيلق 21 بالتزامن مع غزوة الفيلق 20 في إجبار الجيشين السابع والثامن على الفرار. انسحب الجيش السابع، الذي ترأسه آنذاك الفريق مصطفى كمال أتاتورك، من محيط نابلس نحو نهر الأردن، وعبر جسر الدامية قبل الاستيلاء على حامية الجيش في نابلس. تقدّم فيلق خيالة الصحراء، بقيادة شوفيل، ليملأ الفجوة التي خلّفها جنود الفيلق الحادي والعشرين في نهار الـ19 من سبتمبر، ما أدى إلى تطويق القوات العثمانية المقاتلة في جبال يهودا، واحتلال الناصرة وحيفا والعفولة وبيسان وجنين وسمخ، ثم الزحف نحو بحيرة طبريا. بالتزامن مع ذلك، أسرت قوة بريطانية، بقيادة اللواء إدوارد شيتور، جزءًا من القافلة العثمانية والألمانية المنسحبة في جسر الدمية، وذلك بهدف قطع خطّ الانسحاب هذا عبر نهر الأردن. بدأ الجيش الرابع انسحابه على الضفة الشرقية من النهر، فتقدّمت قوة شيتور لاحتلال السلط في 23 سبتمبر. استولى الحلفاء على عمان في 25 خلال معركة عمان الثاني، حيث هُزمت حامية الجيش الرابع المحصنة في 25 سبتمبر.

اعتبر كلّ من ألنبي -قائد القوة التجريدية المصرية- والجنرال أوتو ليمان فون ساندرز -قائد مجموعة جيوش الصاعقة- قرية سمخ نقطة إستراتيجية شديدة الأهمية. سيطرت القرية على أكثر الطرق المؤدية مباشرة إلى دمشق، والتي تعتمد على خطوط المواصلات العثمانية وخطوط السكك الحديدية الفلسطينية، حيث تمرّ عبر سلسلة من الجسور التي تنطلق من درعا وتجتاز نهر الأردن.
اتضح وجود مسار واحد مفتوح أمامي. يجب الدفاع عن قطاع طبريا من بحيرة الحولة إلى قرية سمخ بكافة السبل المتاحة، لمنع الحلفاء من مطاردتنا واللحاق بنا. يجب أن تؤلف التشكيلات المتقهقرة، حاليًا على الأقل، جبهةً دفاعية على امتداد نهر الأردن وشرق الأردن وصولًا إلى قطاع وادي اليرموك، انطلاقًا من سمخ ووصولًا إلى درعا.

-من كتاب خمس أعوام في تركيا لصاحبه ليمان فون ساندرز، قائد مجموعة جيوش الصاعقة.
فشل الهجوم الذي شنّته فرقة الخيالة الخامسة على الناصر في صباح العشرين من سبتمبر، واستطاع ليمان فون ساندرز الهروب نحو دمشق بصحبة الجنرال كاظم كارابكر والرائد بريغي والرِتمايستر هيكر. وصل الأربعة إلى طبريا في ظهر العشرين من سبتمبر، ثم أكملوا سيرهم نحو سمخ ودرعا. أنذر فون ليمان الحاميات العسكرية التي مرّ بها بتقدّم القوة التجريدية المصرية، وأمر بتأسيس خط دفاع عن مؤخرة الجيش. اتُخذ القرار بمد الخط من درعا نزولًا إلى نهر اليرموك، مرورًا بنهر الأردن وإلى الجهة الغربية من سمخ، ثم التفاف الخط الدفاعي حول ساحل بحيرة طبريا، ليصل أخيرًا إلى سهل الحولة في الشمال. قُرر أيضًا حماية الطرق والسكك الحديدية الرئيسية المؤدية إلى دمشق، وعددها اثنان، بهدف كسب الوقت الكافي لتعزيز دفاعات دمشق إذا صمدت الحاميات العسكرية أمام الهجوم. وصف ليمان فون ساندرز قرية سمخ قائلًا إنها «رابط جوهري بين قطاعي خط الدفاع»، لكنها تشكّل «رابطًا ضعيفًا بين الشطرين». عزّز فون ساندرز الحامية العسكرية في سمخ بالرشاشات الآلية الألمانية، وطلب من القائد الألماني الدفاع عن البلدة حتى آخر نفس.